# Penn National Gaming
 (mars 2023).
Penn National Gaming  est une entreprise américaine de jeux d'argent spécialisée dans les casinos et les courses hippiques. Son siège social est situé en Pennsylvanie.

## Histoire
En novembre 2004, Penn National Gaming annonce l'acquisition d'Argosy Gaming, entreprise de jeux d'argent présente notamment dans le Midwest et le sud des États-Unis, pour 1,4 milliard de dollars en plus d'une reprise de dette de 800 millions de dollars.
En novembre 2006, Penn National Gaming tente d'acquérir Harrah's Entertainment, mais échoue, cette dernière est acquise par deux fonds d'investissements pour 16,7 milliards de dollars,.
En 2007, c'est au tour de Penn National Gaming d'être l'objet d'une offre d'achat de 6,1 milliards de dollars par des fonds d'investissement à savoir Fortress Investment Group et Centerbridge Partners, mais celle-ci échoue également,.
En décembre 2017, Penn National Gaming lance une offre d'acquisition sur Pinnacle Entertainment pour 2,8 milliards de dollars. Pour avoir le soutien des autorités de la concurrence, Penn National s'engage en parallèle à vendre 4 de ses établissements à  Boyd Gaming pour 575 millions de dollars.
En août 2021, Penn National annonce l'acquisition de Score Media, une entreprise canadienne de jeu d'argent, pour 2 milliards de dollars, dans un contexte de dérégulation des paris sportifs au Canada.